# رابرت فراست
رابرت فراست (به انگلیسی: Robert Frost) (زاده ۲۶ مارس ۱۸۷۴، سان فرانسیسکو – درگذشته ۲۹ ژانویه ۱۹۶۳، بوستون) شاعر آمریکایی قرن بیستم میلادی بود.
وی در دانشگاه میشیگان تدریس می نمود. شعرهای رابرت فراست کلاسیک و همه از وزن و قافیه برخوردارند. بیشتر این شعرها در بندهای آغازین، خواننده را به دیدن منظره‌ای فرا می‌خوانند و در بندهای پایانی نتیجهٔ فلسفی را به وی پیشکش می‌دارند. چنان‌که خود فراست هم در جایی می‌گوید: «شعر با خیال و زیبایی آغاز می‌شود و با حکمت پایان می‌گیرد».
شعرهای فراست در اوج بی‌پیرایگی سرشار از نوعی اندیشمندی و ژرف نگری‌ست و گو این‌که مصالح شعرش را ساده‌ترین اشیاء و عناصر تشکیل می‌دهد، اما در نهایت به غنای معنایی و حقیقت زندگی و انسان و سر انجام هستی گره می‌خورد. غنایی که گاه شنل طنز و کنایه و نماد را بر دوش دارد و گاه جامهٔ تمثیل و روایت‌های داستانی را بر تن می‌کند. وی با نخستین مجموعهٔ شاعرانهٔ خود «خواست کودک» که ازرا پاوند نقد ستایش‌آمیزی بر آن نوشت، هستی شاعرانهٔ خویش را در جهان ادبیات به ثبت رسانید و پس از آن چهار بار جایزهٔ پولیتزر را نصیب خود کرد.
تخصص فراست بیشتر در سرودن اشعار عاشقانه‌است و در همان‌هاست که خیال بی‌همتای خود را در زیباترین تشبیهات و واژگان می‌پیچد و چونان گنجینه‌ای از زیبایی به دست خواننده می‌دهد. از آن میان می‌توان به شعر عاشقانهٔ خیمه ابریشمی اشاره داشت. در این شعر فراست با نهایت ظرافت زیبایی خیمه‌ای را- از بندها تا تیرک میانی - وصف می‌کند و در پایان شعر نتیجه می‌گیرد که آن تیرک میانی «تو» هستی که در جامه‌ای ابریشمی قرار داری. فراست خود در مورد تاریخچهٔ این شعر می‌گوید در کودکی یک روز صبح مادرش در لباس کلاسیک انگلیسی با دامنی بلند و ابریشمین از پنجره می‌بیند و این زیباترین صحنه از همان زمان در ذهنش می‌نشیند و بعدها این شعر از آن خاطره آفریده می‌شود.

## زندگی
«رابرت لی فراست» چکامه‌سرای پرآوازهٔ آمریکایی، فرزند «ایزابل مودی» و «ویلیام پریسکات فراست» در ۲۶ مارس ۱۸۷۴ در «سان فرانسیسکو» چشم به جهان گشود. مادرش آموزگار و پدرش روزنامه‌نگار بود و او به یاد ژنرال ایی.لی. نام‌گذاری شد.
در ۱۸۸۰ به کلاس اول رفت، اما در مدرسه دوام نیاورد و در ۱۸۸۱ نیز همین روش را در پیش گرفت. سرانجام در ۸۲ خانواده‌اش پذیرفتند که در خانه و با آموزگار سرِخانه درس بخواند؛ و همین ایام بود که آموزگار دریافت که وی در تنهایی صداهای دیگری را می‌شنود و مادرش را آگاه گردانید که وی از موهبت شنوایی و بینایی خارق‌العاده‌ای برخوردار است.
در پنجم می ۱۸۸۵ هنگامی که رابرت فراست یازده ساله بود، پدرش را بر اثر بیماری سل از دست داد و مادر پس از پرداخت تمامی هزینه‌های خاکسپاری و موارد دیگر تصمیم گرفت با دو فرزندش رابرت و جنی برای ادامهٔ زندگی به «لارنس، ماساچوست» نزد خانواده‌اش برود، در حالی که فقط ۸ دلار در جیب داشت. در خانهٔ جدید که بر اساس انضباط سختی اداره می‌شد، به بچه‌ها بد می‌گذشت. اما چاره‌ای نبود. پس از چندی بر اساس امتحان ورودی دبستان، مدرسه رابرت را در کلاس سوم و جنی را که کوچک‌تر بود، در کلاس چهارم ثبت نام کرد.
در سال ۱۸۹۰ هنگامی که رابرت فراست، با عنوان دانش آموز ممتاز، مدرسهٔ ابتدایی را تمام کرده بود، نخستین شعرش که «La Noche Triste» نام داشت در بولتن مدرسه به چاپ رسید. نوزده ساله بود که مجله‌ای محلی یکی از اشعارش را به پانزده دلار خرید. پدربزرگش او را همواره از شاعری منع می‌کرد و به او گوشزد می‌نمود که گذران زندگی از این راه ممکن نیست، اما این سخنان در رابرت جوان تأثیری نداشت، چرا که سرنوشت او پیشاپیش نوشته شده بود.
در سال ۱۸۹۱ پس از به پایان بردن دورهٔ دبیرستان در امتحان ورودی کالج «هاروارد» پذیرفته شد و نیز سردبیر بولتن آن‌جا گردید و همچنین در همین زمان‌ها بود که با «النور میریام وایت» دیدار کرد و به او دل باخت و پس از پافشاری بسیار در ۱۸۹۵ زمانی که خبرنگار «دیلی آمریکن» بود، با او ازدواج کرد. اما خوشبختی‌های سادهٔ زندگی او بسیار بی‌دوام بود و با فرارسیدن سال ۱۹۰۰ از هم فرو پاشید. این سال برای رابرت ۲۶ ساله، سال خوبی نبود چرا که در ۸ ژوئیه پسرش «الیوت» را بر اثر بیماری وبا از دست داد، سپس النور همسرش به‌خاطر مرگ الیوت دچار افسردگی شدید گردید و بعد مادرش به علت سرطان به جهان دیگر پیوست.
پس از آن رابرت چند سالی دیگر در آمریکا ماند و به کشاورزی پرداخت و چون کشاورز کامیابی نبود، هم‌زمان آموزگاری کرد، به‌طوری‌که اول به صورت نیمه‌وقت و سپس تمام‌وقت درآکادمی پینکرتون به تدریس ادبیات انگلیسی پرداخت، در این میان شعر هم می‌سرود و به گاهنامه‌های گوناگون می‌فرستاد که گه‌گاهی به چاپ می‌رسید. اما ناگهان در سال ۱۹۱۲ تصمیم گرفت با خانواده‌اش به انگلیس مهاجرت کرده تمامی زندگی خود را صرف نوشتن کند. این قمار برای او بُرد بسیار به بار آورد، چرا که در انگلیس نخستین کتاب که از او به چاپ رسید خواست کودک (به انگلیسی: A Boy's Will) توجه همگان را برانگیخت و باعث شد که رابرت به جرگهٔ شاعرانی از قبیل ازرا پاوند، هیلدا دولیتل و… درآید. اما دیری نپایید که با شنیدن خبر چاپ کتابش در ۱۹۱۵ به آمریکا بازگشت و از آن به بعد بود که قله‌های شکوفایی شاعرانه‌اش یکی پس از دیگری آشکار گردید، چنان‌که در آغاز سال ۱۹۲۳ هنری هولت برگزیدهٔ اشعار و در نوامبر همان سال کتاب نیوهمپشایر از او به چاپ رساند و نیز دانشگاه ورمانت به او مدرک (Litterarum Humaniorum Doctor LHD) عطا نمود. در می ۱۹۲۴ جایزهٔ پولیتزر را برای کتاب نیو همپشایر نصیب خود کرد و همچنین از دانشگاه ییل و کالج میدلبری به مدرک افتخاری نائل آمد. در ۱۹۲۸ هولت کتاب «غرب می گریزد» او را چاپ کرد و نیز برای نخستین بار با تی.اس. الیوت شاعر مشهور انگلستان دیدار نمود. سه سال بعد در ۳۱ جایزهٔ پولیتزر را برای مجموعهٔ اشعارش دریافت کرد. پنج سال بعد از آن در ۳۶ هولت کتاب A Further Ring او را به چاپ رساند که این کتاب سال بعد ۱۹۳۷ جایزهٔ پولیتزر را دریافت نمود.
سال بعد، همسرش النور را بخاطر نارسایی قلبی از دست داد اما در همان سال رابرت فراست که سرمست از بادهٔ موفقیت و عشق بود به کاتلین موریسون پیشنهاد ازدواج داد. کاتلین نپذیرفت ولی فراست در ادامهٔ احساسش به وی کتاب «درخت زمستانی» را که در آوریل ۴۲ از او منتشر شد، به کاتلین موریسون پیشکش کرد، که سال بعد این کتاب نیز برندهٔ جایزهٔ پولیتزر شد.
دو سال بعد یعنی در مارس ۱۹۴۵ هولت کتاب A Mosque Reason و در می ۱۹۴۷ کتاب «بوته بلند» را از او به چاپ رسانید و نیز در همین سال دانشگاه برکلی هفدهمین مدرک افتخاری را به وی اعطا کرد. دو سال بعد در ۴۹ مجموعه‌ای کامل از اشعار او به چاپ رسید و یک سال بعد از آن سنای آمریکا روز تولد او را به عنوان روز یادبودِ فراست پذیرفت.
در سال ۵۳، عضویت آکادمی شاعران آمریکا به او اعطا شد و متأسفانه در همین سال هم به خاطر سرطان پوست تحت عمل جراحی قرار گرفت.

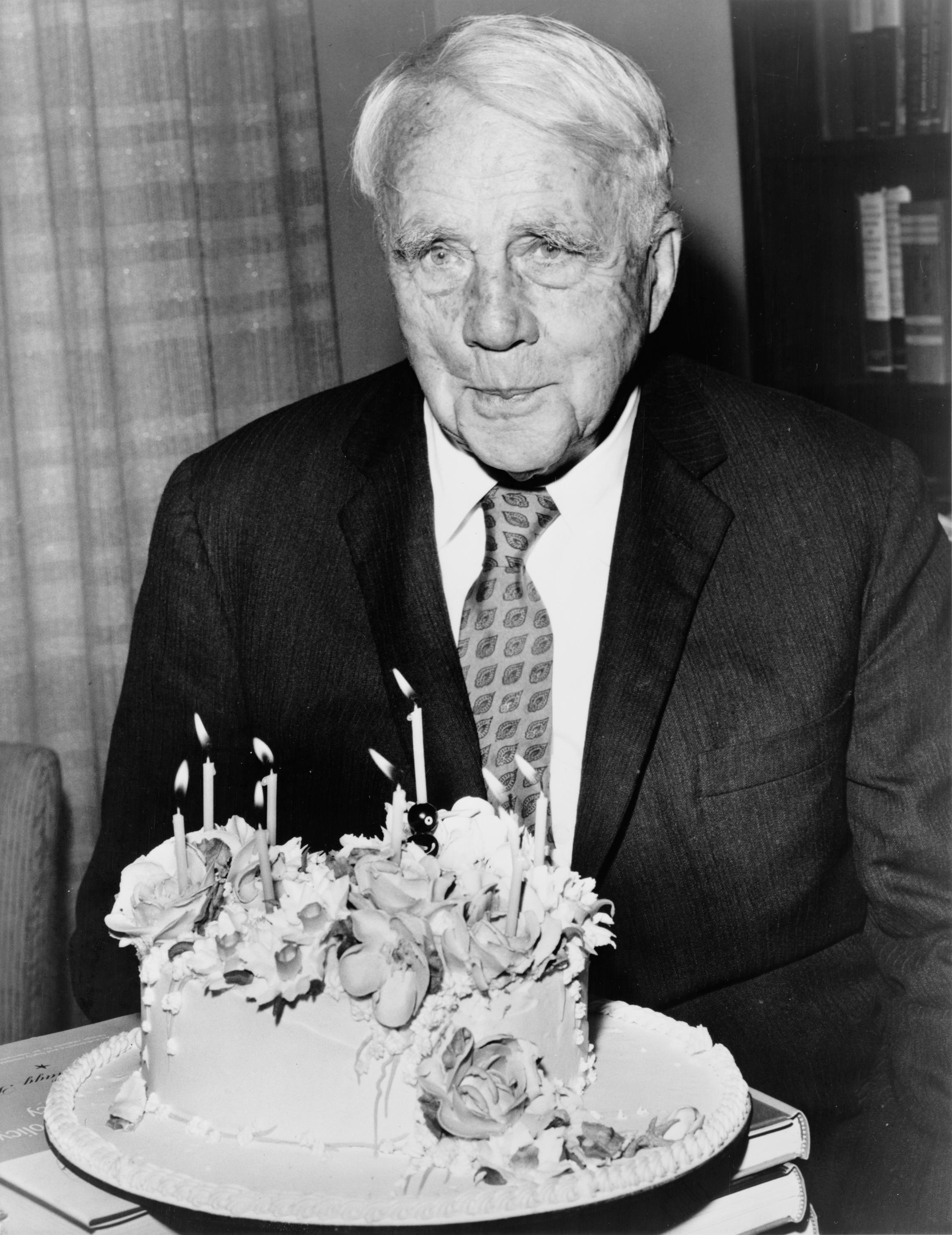
فراست، ۱۹۵۹

در سال ۵۵، مجلس قانون‌گذاری ورمانت کوهی را به نام او کرد و سال بعد کندی رئیس‌جمهور از او خواست که در مراسم نخستین ریاست جمهوری – که در ۱۹۶۱ برگزار می‌شد - همراهی‌اش کند، رابرت فراست شعری هم برای مراسم سرود اما به علت بیماری و ضعف، خود قادر به خواندن آن نشد.
در ۱۹۶۲، هولت کتاب In The Clearing را از او به چاپ رسانید و نیز در همین سال با وجودی که گرفتار ذات‌الریهٔ سختی شده بود برای شرکت در یک برنامهٔ تبادل فرهنگ‌ها به دعوت کندی به اتحاد جماهیر شوروی رفت، اما آن‌قدر خسته و بیمار و ضعیف شده بود که در شوروی قادر به ترک بستر خود نگردید پس نیکیتا خروشچف نخست‌وزیر شوروی خود به دیدار او رفت.
رابرت فراست در بازگشت از این سفر تحت عمل جراحی قرار گرفت، اما پزشکان دریافتند که سرطان مثانه و پروستات او پیشرفته‌تر از آن است که درمان شود.
وی با همهٔ این احوال زندگی خود را تا سال ۶۳ ادامه داد و در این سال هم جایزه بولینگن را از آن خود کرد؛ اما در هفتم ژانویه دچار انسداد خون شد و در ۲۹ ژانویهٔ همان سال اندکی بعد از نیمه شب درحالی‌که زندگی غرور آفرینی را از خود بر جای می‌گذاشت، چشم از جهان فرو پوشید و در مقبرهٔ خانوادگی‌شان در بنینگتون، ورمانت به خاک سپرده شد.

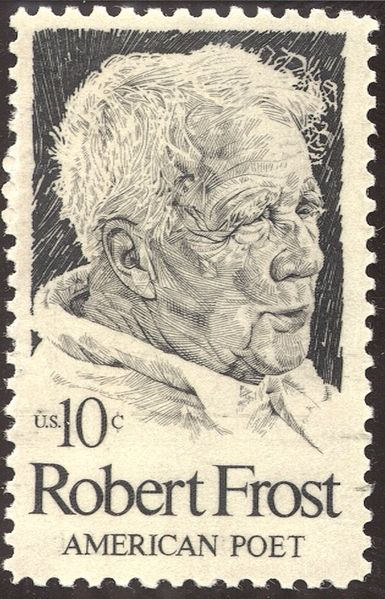
تمبر آمریکایی، ۱۹۷۴

## آثار
- خواست کودک
- شمال بوستون
- جویباری که به باختر می‌پیوندد
- درخت شاهد
- فاصله کوتاه
- نیو همپشایر
- اراده یک پسر
- هدیه بی پروا
- اعتصاب تنها
- نقاب عقل
- نقاب بخشایش
- بوته بلند
- حوزه‌ای دیگر